# Британска Девичанска Острва на Светском првенству у атлетици у дворани 2018.
Британска Девичанска Острва су учествовала на 17. Светском првенству у атлетици у дворани 2018. одржаном у Бирмингему од 1. до 4. марта. Репрезентацију Британских Девичанских Острва, на њиховом шестом учешћу на светским првенствима у дворани, представљала је једна атлетичарка која се такмичила у трци на 60 метара.,
На овом првенству такмичарка Британских Девичанских Острва није освојила ниједну медаљу нити је поставила неки рекорд.

## Учесници
Жене:
- Тахесија Хариган-Скот — 60 м

## Резултати

### Жене
| Атлетичарка           | Дисциплина | Лични рекорд | Квалификације | Квалификације | Полуфинале            | Полуфинале            | Финале                | Финале  | Детаљи |
| Атлетичарка           | Дисциплина | Лични рекорд | Резултат      | Место         | Резултат              | Место                 | Резултат              | Место   | Детаљи |
| --------------------- | ---------- | ------------ | ------------- | ------------- | --------------------- | --------------------- | --------------------- | ------- | ------ |
| Тахесија Хариган-Скот | 60 м       | 7,09 НР      | 7,50          | 6. у гр. 4    | Није се квалификовала | Није се квалификовала | Није се квалификовала | 39 / 47 |        |